# 制水

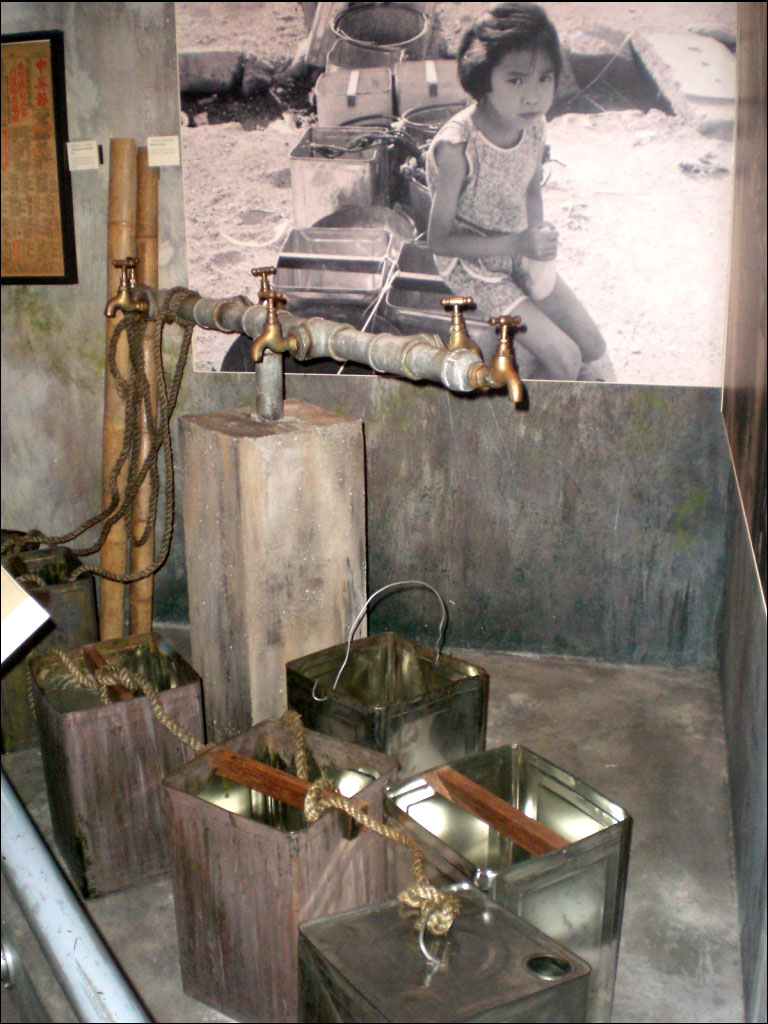
香港當年有限供水年代之街喉

制水又名食水管制、有限制供水。是地方在旱災或水資源的分配未能配合需求而產生的水荒及食水不足時，為有效管理使用食水而實施的食水分配政策。另外，在供水系統發生破管事故，或在水塔、水庫出現問題或需維護時，亦可能在限定的小區域實施短暫食水管制措施。

## 制水形式
各地制水形式按當地情況而各有差異，但大致可分為停水（供應方管制）及食水使用限制（使用方管制）兩類。

### 停水

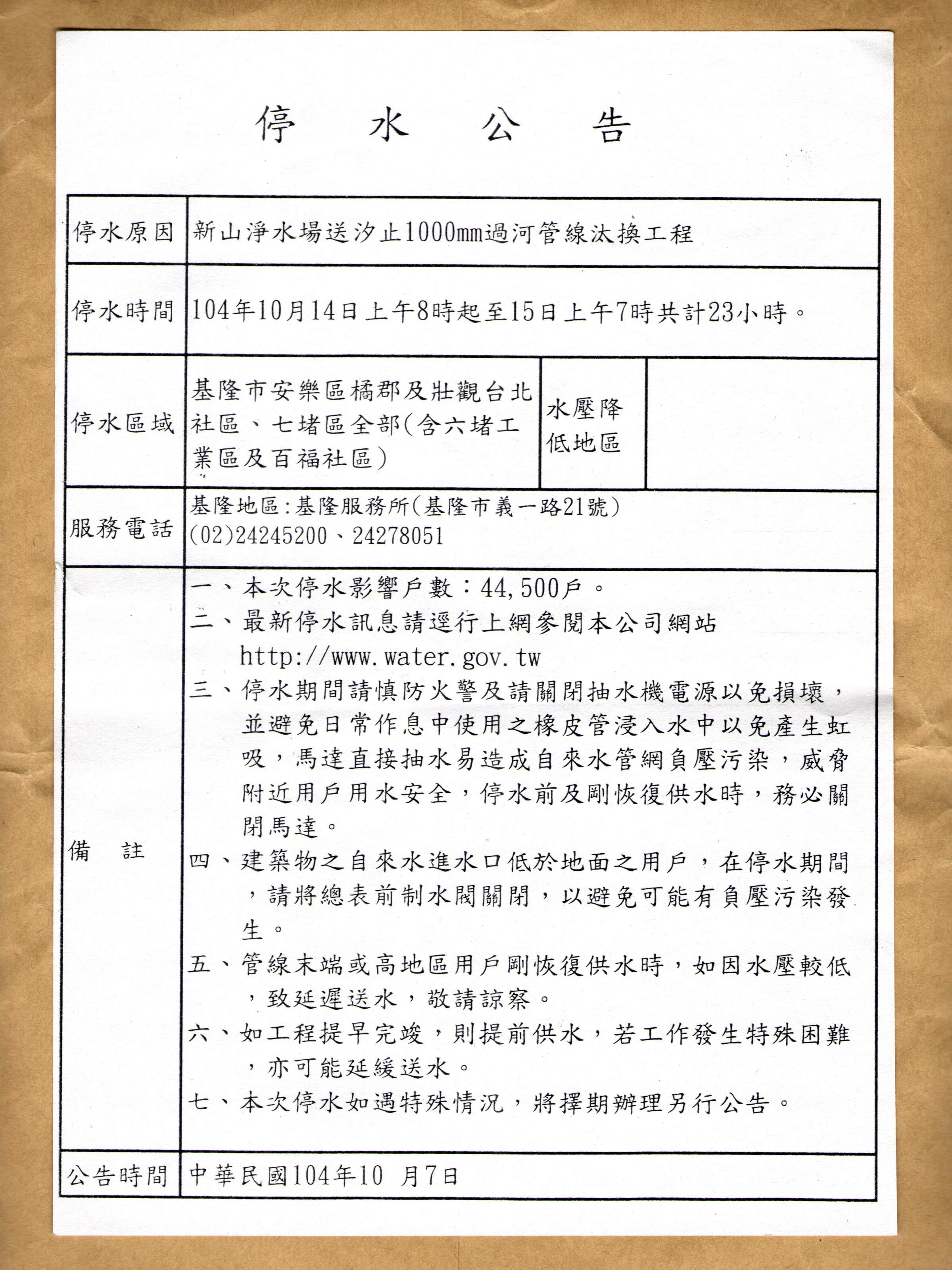
臺灣自來水公司停水公告例

由供應方（通常為當地自來水部門或公司）制定，對受影響水用戶實施的水配給限制，以達用量減省的措施。例如：
- 降低供水水壓
- 暫停供應非民生用水，如噴水池、沖洗街道等
- 減供不急需用水，如游泳池、洗車、三溫暖或水療用戶
- 休耕停灌[3]

### 食水使用限制
由地方政府就水源短缺頒佈的用水禁令或規條，又叫Watering ban（灌溉禁令）或hosepipe ban（軟水管用水禁令），以罰則（初犯者通常會被警告，再犯將被課罰金，而重犯者可能會受到斷水懲罰）限制用戶在非必要情況下（多數在戶外）用水，以保障市民包括飲用、沖廁及消防等基本需要。執法者多為當地供水部門，但亦可能由警察直接處理。
食水使用限制可能影響：
- 草地灌溉
- 洗車
- 休閒相關用水，如游泳池或滑水道
- 新種草地，或限制草地所種品種
- 以軟水管（英语：hose_(tubing)）沖洗路面

一般規限形式包括：
- 單雙號管制（英语：Odd-even rationing），街道號碼為單號之用戶在單數日受限，而雙號用戶則在雙數日受影響
- 每週特定日實施管制
- 每天定時限用管制，例如從正午或快到中午時開始管制，至傍晚或晚間結束。在這段時間進行噴霧灑水灌溉效果有限，因為水分會被蒸發掉

相比噴灌方式，某些地方可能對較省水的滴灌系統實施較少限制。
以用水作為營運主要方式的企業，例如洗車行、種植場及園藝造景公司等，一般不會得到豁免。在限水季節中，洗車行業可能會被要求使用回收水。

## 各地實施制水狀況

### 香港
在香港，因淡水資源短缺，在歷史上曾經實行的限量用水措施叫做制水。實行方式包括限時供水、單雙日供水、自來水改由街喉提供等。在最後一種情況下，住宅食水停止供應，有需要居民要付出時間排隊輪候、用體力把食水帶回家。
雖然1960年初已自廣東輸入東江水，但未能完全解決問題。最嚴重一次是1963年至1967年，每四天供水一次，每次四小時。
1974年曾制水。
1977年6月1日，開始實施一級制水，晚上10時至翌日6時不供水；7月5日，開始實施二級制水，分兩段時間供水，早上6時至10時，下午4時至10時。1978年4月18日始撤銷。
1981年10月26日，開始實施二級。
之後亦有零星制水，直至大量輸入東江水後始解決問題。
制水影響民生及人際關係。「樓下閂水喉」成為日常對白。1970年代許冠傑主唱的歌曲《制水歌》反應當年制水的苦況。他是香港樂壇目前唯一一個演出六個洗澡常見情景的男歌手，浴缸、花灑、水盆、水桶、噴水、海水。

### 中華民國（臺灣）
在大旱或水情緊張時，經濟部水利署會按各地水庫存量為受影響地區頒報水情燈號，並按缺水嚴重度作相應限水措施。
- 限水措施分四階段實施：[8]

1. 離峰時間減壓供水。
2. 非急需之用水停止供水或減量供水。
3. 分區輪流或全區定時停止供水。
4. 定時定量供水

此外，農委會亦會配合限水，提出休耕計畫，以便減少農業用水。對於配合休耕的農田，另有休耕補助。

### 
許多州份及城市都會因長期的周期性乾旱而實施用水限制。在不同地點，限制的形式會有所不同。一般會對灌溉、洗車、沖洗路面及在游泳池注水等項目上作管制。違規者將被罰款，而再犯者可能會被減少供水。

### 英国
在英國，水公司因缺水而實施的用水限制叫軟水管用水禁令（hosepipe ban），主要針對在住家庭園裡使用軟水管灌溉的行為。有時會以禁止使用灑水器及無人看管的軟水管的形式實施，但更多時會全面禁止對庭園的灌溉。用水限制通常在英格蘭及南威爾斯地區實施，而影響氣候較濕的蘇格蘭的情況則十分罕見。以用水作為營運主要方式的企業則可能得到豁免以減少經濟損失。
用水限制通常在旱災或水庫存水不足時實行。
在英國，違反臨時用水禁令是刑事罪行，並受1991年水利產業法規監管。雖然初犯者通常只會受到警告，但法規規定違例者可被處不超過1000英鎊的罰金。另外，最早因"浪費食水"而被處罰20先令的案例則出現於1921年。